# تافوريس كلاود
تافوريس كلاود (بالإنجليزية: Tavoris Cloud)‏ مواليد 10 يناير 1982 في تالاهاسي، فلوريدا، الولايات المتحدة، هو ملاكم محترف أمريكي يصنف ضمن فئة وزن خفيف الثقيل. حقق بطولة الاتحاد الدولي للملاكمة.

## إحصائيات
خاض خلال مسيرته 27 نزالا، فاز في 24 وخسر في 3. فاز بالضربة القاضية في 19 نزالا.

## روابط خارجية
- تافوريس كلاود على موقع بوكس ريك (الإنجليزية) (registration required)